# Cerneavka, Orativ
Cerneavka (în ucraineană Чернявка) este localitatea de reședință a comunei Cerneavka din raionul Orativ, regiunea Vinnița, Ucraina.

## Demografie
Componența lingvistică a localității Cerneavka
     Ucraineană (99,41%)
     Alte limbi (0,59%)
Conform recensământului din 2001, majoritatea populației localității Cerneavka era vorbitoare de ucraineană (99,41%), existând în minoritate și vorbitori de alte limbi.